# Assassin's Creed III: Liberation
Assassin's Creed III: Liberation és un videojoc d'acció i aventura històrica desenvolupat per Ubisoft, inicialment publicat exclusivament per PlayStation Vita, i posteriorment remasteritzat i caracteritzat com un joc més de la saga amb el nom d'Assassin's Creed: Liberation. La història està ambientada a la Louisiana del segle xviii, on Aveline de Grandpré, filla criolla d'un comerciant francès i una esclava negra lluita contra l'esclavatge i la pobresa a Nova Orleans, els pantans del llac Pontchartrain i a Chichén Itzá, Mèxic. També viatja en un punt de la història als voltants de Nova York, on s'alia amb l'assassí Connor Kenway, protagonista d'Assassin's Creed III, per descobrir la identitat de l'anomenat "Home de Companyia".
El joc compta amb un breu spin-off presentat dins d'un DLC d'Assassin's Creed IV: Black Flag, en el qual Aveline és la protagonista i segueix les indicacions del seu amic Connor Kenway per trobar una esclava revolucionària que pretenen acceptar dins l'Ordre dels Assassins.
El joc va sé principalment estrenat exclusivament per PlayStayion Vita, i a l'adquirir popularitat per contenir la primera protagonista femenina de la saga, va ser renovat per ser jugable també a la PlayStayion 3, Xbox One i PC. Més tard, al setembre de 2018 Ubisoft Barcelona va anunciar que el joc seria novament remasteritzat, per segona vegada, juntament amb el seu predecessor Assassin's Creed III, formant part de la Season Pass d'Assassin's Creed Odyssey, i que en principi també es vendrà per separat com a videojoc individual a la data de la seva estrena, que serà al març del 2019.